# Sezon snookerowy 2024/2025
Sezon snookerowy 2024/2025 – seria turniejów snookerowych rozgrywanych między 9 maja 2024 a 5 maja 2025.

## Gracze
W sezonie 2024/2025 bierze udział 129 profesjonalnych zawodników, z czego 64 zawodników z rankingu zarobkowego na koniec poprzedniego sezonu i kolejnych 32 zawodników obsadzonych automatycznie graczami, którzy w zeszłym roku otrzymali kartę gry na okres 2 lat. Cztery kolejne miejsca uzupełniają najlepsi gracze z rankingu obejmującego tylko jeden sezon, którzy nie zakwalifikowali się do gry z innej listy, kolejne dwa miejsca zawodnikami z Q Tour, dwie zawodniczki pochodzą z World Women’s Snooker Tour, i kolejne osiem miejsc dla najlepszych zawodników z Q School. Dodatkowe cztery miejsca dla zawodników z Q School Azji i Oceanii. Reszta miejsc dla zawodników z turniejów amatorskich i nominowanych dziką kartą.
|  | Mistrzowie kontynentalni 1. WSF Championship 2024 (WSF): Cheung Ka Wai 2. WSF Junior Championship 2024 (WSF): Bulcsú Révész 3. Mistrzostwa Europy 2024 (EBSA): Robbie McGuigan 4. Mistrzostwa Europy w snookerze U-21 2024 (EBSA): Liam Davies 5. Mistrzostwa Azji i Pacyfiku 2024 (APSBF): Lei Peifan 6. Mistrzostwa Panamerykańskie 2023 (PABSA): Jonas Luz 7. Mistrzostwa Afryki 2024 (ABSC): Hatem Yassen Ranking jednoroczny 1. Zak Surety 2. Julien Leclercq 3. Oliver Lines 4. Ben Mertens Q Tour 1. Michael Holt 2. Duane Jones 3. Amir Sarkhosh 4. Mohammed Shehab CBSA China Tour 1. Gong Chenzhi 2. Huang Jiahao | World Women’s Snooker Tour 1. Bai Yulu 2. Nutcharut Wongharuthai Q School 1. Artemijs Žižins 2. Allan Taylor 3. Haydon Pinhey 4. Wang Yuchen 5. Antoni Kowalski 6. Chris Totten 7. Farakh Ajaib 8. Mitchell Mann Q School Azja i Oceania 1. Lim Kok Leong 2. Akani Songsermsawad 3. Haris Tahir 4. Kreishh Gurbaxani Specjalne nominacje 1. Ken Doherty |

## Kalendarz
Kalendarz najistotniejszych (w szczególności rankingowych) turniejów snookerowych w sezonie 2024/2025.

| Daty  | Daty  | Gospodarz         | Nazwa turnieju                     | Miejsce                                            | Miasto     | Zwycięzca             | Finalista       | Wynik |
| S     | K     | Gospodarz         | Nazwa turnieju                     | Miejsce                                            | Miasto     | Zwycięzca             | Finalista       | Wynik |
| ----- | ----- | ----------------- | ---------------------------------- | -------------------------------------------------- | ---------- | --------------------- | --------------- | ----- |
| 09.05 | 12.05 | Austria           | Vienna Snooker Open                | 15 Reds Köö Wien Snooker Club                      | Wiedeń     | Alexander Ursenbacher | Craig Steadman  | 5-4   |
| 10.06 | 03.07 | Anglia            | Championship League                | Leicester Arena                                    | Leicester  | Allister Carter       | Jackson Page    | 3-1   |
| 05.07 | 09.07 | Anglia            | Pink Ribbon                        | Landywood Snooker Club                             | Walsall    | Oliver Lines          | Elliot Slessor  | 4-3   |
| 15.07 | 21.07 | Chiny             | Shanghai Masters                   | Shanghai Indoor Stadium                            | Szanghaj   | Judd Trump            | Shaun Murphy    | 11-5  |
| 19.08 | 25.08 | Chiny             | Xi’an Grand Prix                   | Xi’an Qujiang Sports Complex                       | Xi’an      | Kyren Wilson          | Judd Trump      | 10-8  |
| 30.08 | 07.09 | Arabia Saudyjska  | Saudi Arabia Snooker Masters       | The Green Halls                                    | Rijad      | Judd Trump            | Mark Williams   | 10-9  |
| 16.09 | 22.09 | Anglia            | English Open                       | Brentwood Center                                   | Brentwood  | Neil Robertson        | Wu Yize         | 9-7   |
| 23.09 | 29.09 | Anglia            | British Open                       | The Centaur                                        | Cheltenham | Mark Selby            | John Higgins    | 10-5  |
| 06.10 | 12.10 | Chiny             | Wuhan Open                         | China Optics Valley Convention & Exhibition Center | Wuhan      | Xiao Guodong          | Si Jiahui       | 10-7  |
| 20.10 | 27.10 | Irlandia Północna | Northern Ireland Open              | Waterfront Hall                                    | Belfast    | Kyren Wilson          | Judd Trump      | 9-3   |
| 03.11 | 10.11 | Chiny             | International Championship         | South New City National Fitness Center             | Nankin     | Ding Junhui           | Chris Wakelin   | 10-7  |
| 11.11 | 17.11 | Anglia            | Champion of Champions              | Toughsheet Community Stadium                       | Bolton     | Mark Williams         | Xiao Guodong    | 10-6  |
| 23.11 | 01.12 | Anglia            | UK Championship                    | Barbican Centre                                    | York       | Judd Trump            | Barry Hawkins   | 10-8  |
| 04.12 | 07.12 | Anglia            | Shoot Out                          | Leicester Arena                                    | Leicester  | Tom Ford              | Liam Graham     | 1-0   |
| 09.12 | 15.12 | Szkocja           | Scottish Open                      | Meadowbank Sports Centre                           | Edynburg   | Lei Peifan            | Wu Yize         | 9-5   |
| 18.12 | 20.12 | Arabia Saudyjska  | Riyadh Season Snooker Championship | Boulevard City                                     | Rijad      | Mark Allen            | Luca Brecel     | 5-1   |
| 12.01 | 19.01 | Anglia            | Masters                            | Alexandra Palace                                   | Londyn     | Shaun Murphy          | Kyren Wilson    | 10-7  |
| 27.01 | 02.02 | Niemcy            | German Masters                     | Tempodrom                                          | Berlin     | Kyren Wilson          | Barry Hawkins   | 10-9  |
| 03.01 | 05.02 | Anglia            | Championship League                | Leicester Arena                                    | Leicester  | Mark Selby            | Kyren Wilson    | 3-0   |
| 10.02 | 16.02 | Walia             | Welsh Open                         | Venue Cymru                                        | Llandudno  | Mark Selby            | Stephen Maguire | 9-6   |
| 23.02 | 01.03 | Chiny             | World Open                         | Yushan Sport Centre                                | Yushan     | John Higgins          | Joe O’Connor    | 10-6  |
| 04.03 | 09.03 | Hongkong          | World Grand Prix                   | Kai Tak Sports Arena                               | Hongkong   | Neil Robertson        | Stuart Bingham  | 10-0  |
| 17.03 | 23.03 | Anglia            | Players Championship               | Telford International Centre                       | Telford    | Kyren Wilson          | Judd Trump      | 10-9  |
| 31.03 | 06.04 | Anglia            | Tour Championship                  | Manchester Central                                 | Manchester | John Higgins          | Mark Selby      | 10-8  |
| 19.04 | 05.05 | Anglia            | Mistrzostwa Świata                 | Crucible Theatre                                   | Sheffield  | Zhao Xintong          | Mark Williams   | 18-12 |

| Turnieje rankingowe                        |
| Inne turnieje, nierankingowe               |
| Turnieje profesjonalno-amatorskie (Pro-am) |

## Nagrody pieniężne w turniejach rankingowych
| Nazwa turnieju               | O 144  | O 128 | O 112  | O 96   | O 80    | O 64   | O 48    | O 32    | O 24   | O 16    | O 12    | Ćwierćfinał | O 6    | Półfinał | Finalista | Zwycięzca |
| ---------------------------- | ------ | ----- | ------ | ------ | ------- | ------ | ------- | ------- | ------ | ------- | ------- | ----------- | ------ | -------- | --------- | --------- |
| Championship League Snooker  | –      | £0    | –      | £1 000 | –       | £2 000 | –       | £4 000  | £5 000 | £6 000  | –       | £8 000      | £9 000 | £11 000  | £23 000   | £33 000   |
| Xi’an Grand Prix             | –      | £0    | –      | –      | –       | £5 350 | –       | £9 400  | –      | £14 000 | –       | £22 350     | –      | £34 500  | £76 000   | £177 000  |
| Saudi Arabia Snooker Masters | £2 000 | –     | £4 000 | –      | £7 000  | –      | £11 000 | £20 000 | –      | £30 000 | –       | £50 000     | –      | £100 000 | £200 000  | £500 000  |
| English Open                 | –      | £0    | –      | £1 000 | –       | £3 600 | –       | £5 400  | –      | £9 000  | –       | £13 200     | –      | £21 000  | £45 000   | £100 000  |
| British Open                 | –      | £0    | –      | –      | –       | £3 000 | –       | £6 000  | –      | £9 000  | –       | £12 000     | –      | £20 000  | £45 000   | £100 000  |
| Wuhan Open                   | –      | £0    | –      | –      | –       | £4 500 | –       | £8 000  | –      | £12 000 | –       | £16 000     | –      | £30 000  | £63 000   | £140 000  |
| Northern Ireland Open        | –      | £0    | –      | £1 000 | –       | £3 600 | –       | £5 400  | –      | £9 000  | –       | £13 200     | –      | £21 000  | £45 000   | £100 000  |
| International Championship   | –      | £0    | –      | –      | –       | £5 000 | –       | £9 000  | –      | £14 000 | –       | £22 000     | –      | £33 000  | £75 000   | £175 000  |
| UK Championship              | £0     | –     | £2 500 | –      | £5 000  | –      | £7 500  | £10 000 | –      | £15 000 | –       | £25 000     | –      | £50 000  | £100 000  | £250 000  |
| Shoot-Out                    | –      | £250  | –      | –      | –       | £500   | –       | £1 000  | –      | £2 000  | –       | £4 000      | –      | £8 000   | £20 000   | £50 000   |
| Scottish Open                | –      | £0    | –      | £1 000 | –       | £3 600 | –       | £5 400  | –      | £9 000  | –       | £13 200     | –      | £21 000  | £45 000   | £100 000  |
| German Masters               | –      | £0    | –      | £1 000 | –       | £3 600 | –       | £5 400  | –      | £9 000  | –       | £13 200     | –      | £21 000  | £45 000   | £100 000  |
| Welsh Open                   | –      | £0    | –      | £1 000 | –       | £3 600 | –       | £5 400  | –      | £9 000  | –       | £13 200     | –      | £21 000  | £45 000   | £100 000  |
| World Open                   | –      | £0    | –      | –      | –       | £5 000 | –       | £9 000  | –      | £14 000 | –       | £22 000     | –      | £33 000  | £75 000   | £175 000  |
| World Grand Prix             | –      | –     | –      | –      | –       | –      | –       | £10 000 | –      | £15 000 | –       | £20 000     | –      | £35 000  | £80 000   | £180 000  |
| Players Championship         | –      | –     | –      | –      | –       | –      | –       | –       | –      | £15 000 | –       | £20 000     | –      | £35 000  | £70 000   | £150 000  |
| Tour Championship            | –      | –     | –      | –      | –       | –      | –       | –       | –      | –       | £20 000 | £30 000     | –      | £40 000  | £60 000   | £150 000  |
| Mistrzostwa Świata           | £0     | –     | £5 000 | –      | £10 000 | –      | £15 000 | £20 000 | –      | £30 000 | –       | £50 000     | –      | £100 000 | £200 000  | £500 000  |